# Битка при Хераклея
Битката при Хераклея (Heraclea; гръцки: Ἡράκλεια) се провежда през юли 280 пр.н.е. при Хераклея в Лукания (Базиликата), между римляните с командир консул Публий Валерий Левин и съюзените гърци от Епир и градовете Тарентум, Турии, Метапонтум, Хераклеа в Магна Греция, Южна Италия под ръководството на Пир, царя на Епир. Битката завършва с победа на гърците („Пирова победа“).

## Предистория
Тарентум е гръцка колония, част от Магна Греция. Членовете на водещата политическа фракция на демократите са против Рим, защото са сигурни че ако римляните влезнат в Тарентум, гърците ще изгубят своята независимост. Страхът на гърците в Тарентум се повишава от разширяването на римската територия след третата самнитска война. След капитулацията на самнитите през 290 пр.н.е. римляните основават много колонии в Апулия и Лукания, най-важна от които е Венузия. През 282 пр.н.е. след битка срещу самнитите, брутианите, луканите и туриите, римските войски навлизат в гръцко-италианските колонии Кротон, Локрои и Региум. Демократите в Тарентум предполагат, че скоро след като римляните приключат войните си срещу галите, луканите, етруските, самнитите и брутианите, ще дойде редът и на Тарентум. Друго събитие, което също занимава гражданите на Тарентум, е че фракцията на аристократите, която взела властта в Турии е поканила римски гарнизон в града си; Тарентум, град който е символ на цяла Магна Греция, бил дълбоко разтревожен от този факт.
Втората фракция в Тарентум са аристократите, които нямат нищо против да се предадат на Рим, ако това ще върне властта на тяхната фракция. Аристократите обаче не могат да изразят това мнение директно, тъй като ще загубят популярността си сред населението. През есента на 282 пр.н.е. в Тарентум празнуват празниците на бог Дионис; тъй като градския театър се намира срещу морето, те виждат десет римски кораба навлизащи в Тарентския залив и по-специално римски триреми водени от Корнелий Долабела натоварени с войници и провизии за римския гарнизон в Турии (гарнизон натоварен с шпионски функции според Апиан ). Гражданите се разгневили, защото римляните са подписали споразумение да не плават в залива на Тарентум и приготвили флота си за да атакуват римляните. Няколко от римските кораби са потопени и един бил пленен. Римския историк Дион Касий дава друга версия за инцидента: според тази версия Луций Валерий е пратеник от Рим и се приближил към града, в Тарентум пияни от оргиите, помислили че това е римско нападение и изпратили флота си да потопи римляните. След това армията и флота на Тарентум се отправят към Турии и помагат на тамошните демократи да изпратят в заточение аристократите, които били съюзници на Рим. Римския гарнизон, който е базиран в Турии е изгонен от града.
Римляните изпращат дипломатическа мисия за да изгладят проблема и да си вземат обратно пленени техни хора. Римляните са посрещнати с подигравки и смях, дори пияница напикал тогата на водача на мисията, след което водача казал: „Смейте се, смейте се, вашата кръв ще измие дрехите ми“.. Апиан дава по-неутрален вариант на срещата: римляните поискали освобождаването на затворници, връщането на гражданите на Турии които били изгонени и обезщетение за причинените вреди. Те също така поискали предаването на извършителите на престъпленията. Римските претенции заедно с културния шок – например римските посланици говорили зле гръцки, а тогите им разсмивали жителите, които наблюдавали преговорите, причинили отхвърляне на исканията. На римляните не им остава друго освен да обявят война на Тарентум. В Тарентум са наясно, че имат малки шансове за победа срещу Рим, затова решават да повикат на помощ Пир, царят на Епир.
През 281 пр.н.е. римски легиони под командването на Луций Емилий Барбула навлизат в Тарентум и го разграбват. След това в съюз със самнити и месапи, Тарентум губи битка от римляните. След битката гърците изпращат водача на аристократите Агис (Agis) да поиска примирие и да почне преговори с римляните. Преговрите са развалени от гърците през пролетта на 280 пр.н.е., когато 3000 войника от Епир под командването на Милон (Milon) навлизат в града. Римският консул Барбула е принуден да отстъпи, понасяйки загуби от атаки на гръцките кораби.
Пир решава да помогне на Тарентум защото има дълг към тях – по-рано те му помогнали да завладее остров Коркира. От друга страна Пир знаел че ще получи помощ от самнити, лукани, брутиани и от някои илирийски племена. Неговата главна цел е да си върне Македония която загубил през 285 пр.н.е., но няма достатъчно средства за набиране на войска. Пир планира да помогне на Тарентум, а после да се насочи към Сицилия от където да атакува Картаген. След победа над Картаген и завземане на Южна Италия, ще събере достатъчно средства да организира силна армия, с която да си върне Македония.

## Подготовка
Преди да напусне Епир, Пир сключва съюз и заема войници и пари от претендента за македонския трон Птолемей Керавън. Дългогодишния му приятел и съюзник Птолемей II владетел на Елинистически Египет му обещал да изпрати 9000 войника и 50 бойни слона. Пир е взел конници от Тесалия и стрелци от Родос – понеже техният владетел искал да избегне война с Епир. През пролетта на 280 пр.н.е. Пир пристига без загуби в Италия.
След като разбират, че Пир е пристигнал в Италия, римляните мобилизират осем легиона с помощните войски общо 80 000 души. Те се разделят на четири армии:
- Една армия под командването на Барбула, със заповед да отвличат вниманието на самнитите и луканите, така че те да не могат да се присъединят към армията на Пир. Тази армия е разположена във Венузия.
- Втора армия е оставена назад да охранява Рим.
- Трета армия под командването на консула Тиберий Корунканий е изпратена срещу етруските за да им попречи да се съюзът с епирците.
- Четвърта армия под командването на Публий Валерий Левин напредва към Тарентум

Публий Левин решава да превземе Хераклея град, който е основан от тарентини. Левин имал намерение по този начин да отреже Пир от гръцките колонии в Калабрия и да се избегне техен бунт срещу Рим.

## Армиите
Това е вероятният ред на силите в битката при Хераклея.
| Римска Република | Епир и Тарентум |
| --- | --- |
| Командир: Публий Валерий Левин - 20 000 римски легионери в четири легиона - 16 800 съюзнически легионери разпръснати в четирите легиона. - 2400 лека кавалерия от брутиани и кампани - 1200 римски кавалеристи - 3,6000 съюзническа кавалерия - 1200 лека кавалерия от съюзници в южна Италия Някои от тези войници вероятно пазят лагера и не участват в битката. | Командир: Пир цар на Епир - 3000 хипасписти (щитоносци) под командването на Милон - 20 000 фаланга, епирци плюс 5000 македонци дадени от Птолемей - 6000 тарентини хоплити - 4000 кавалерия, включително тесалийци. - 2.000 стрелци - 500 прашкари от Родос - 20 бойни слона, носещи кули с бойци |

## Битка
Пир не тръгва веднага срещу римската армия, а изчаква пристигането на съюзническите подкрепления. Когато разбира, че подкрепления няма да дойдат той решава да се изправи срещу римляните в равнината между Пандозия и Хераклея, близо до река Сирис (Siris). Пир взема позиция там и започва да чака. Преди битката праща дипломат до римския консул, като предлага той да е арбитър в конфликта между Римската република и населението на Южна Италия. Пир гарантира, че съюзниците му го признават като съдия и изисквал същото и от Рим. Римляните отказват искането му и навлизат в равнината от дясно на р. Сирис, където дигат своя лагер.
Не е известно каква част от войската си Пир е оставил в Тарентум, но той вероятно е имал между 25 000 и 35 000 със себе си в Хераклея. Той взема позиция на левия бряг на р. Сирис, надявайки се римляните да имат трудност с пресичането на реката, което ще му даде повече време да се приготви за атака.Поставя лека пехота близо до реката, които да го предупредят, когато римляните започват да я прекосяват и планира отначало да ги атакува с кавалерията си и слоновете. Валерий Левин има около 30 000 войника под командването си, в това число много кавалерия, пелтасти и копиеносци. Това ще бъде първият път в историята когато две толкова различни и много големи сили ще се сблъскат във война: римския легион и македонската фаланга.
Дионисий Халикарнаски в своята „История на Древен Рим“ (книга XIX, 12) и Плутарх в „Живота на Пир“ (XVI и XVII), са източниците, които дават повече информация за това как е протекла битката. Събития разказани по-долу, са предимно от тези две творби.
На зазоряване римляните започнали да пресичат реката. Римската кавалерия атакува по фланговете разузнавачите и леката кавалерия, като ги принуждава да избягат.
Когато Пир научава, че римляните са започнали да пресичат реката, праща македонската и тесалийската си кавалерия да атакуват римските конници. Пехотата му с пелтастите, стрелците и тежката му пехота започват също да се придвижват. Епирската му кавалерия успешно разрушила римската бойна формация, след което се оттегля. Пирските пелтасти и стрелци започват да стрелят и фалангите преминават в атака. Линията на пехотата му била почти еднаква а дължина на римската линия. Въпреки че Пир има малко предимство в броя, фалангите по дизайн са по-дълбоки от легионите.
Фалангите атакуват няколко пъти, но не успяват да пробият легионите. Пир се е изправил срещу враг, който бил по-силен от всеки друг, срещу който се сражавал. Римляните също атакували няколко пъти, но и те не могли да пробият фалангите. Битката висяла на косъм. В един момент сражението станало толкова оспорвано, че Пир осъзнва, че ако умре в битката, неговите войници ще бъдат сломени психически, тогава решава да си смени бронята с тази на един от бодигардовете си. Този бодигард впоследствие е убит и дума като буря се разразила в армията му, че Пир е убит в битката. Силите му започнали да се колебаят, а римляните надали гръмотевичен вик на радост от развитието на събитията. Осъзнавайки важността на ситуацията Пир сваля шлема си и започва да язди между войските си, за да им покаже, че е жив. Това демонстриране на смелост от царя засилва моралът и решителността на армията и те продължават битката.
Виждайки, че няма как да спечели голямо предимство с маневри на армията си, Пир решава да атакува със слоновете си, държани като резерв дотогава. Римската кавалерия била твърде голяма заплаха за фланговете му. Ужасени от външния вид на това странно тъмно животно, което не били виждали никога преди, конете на римляните се разбягват на всички посоки, разбивайки формацията на легионите. Пир тогава изпраща тесалийската си кавалерия към дезорганизираните римляни, като окончателно потвърждава римската загуба. Римляните побягват през реката, като оставят лагера си на гърците. В старите битки, изоставяне на лагер от противника означавало тотална загуба, тъй като то е свързано с изоставянето на всички: материали, животни, хранителни стоки и личен багаж.
По мнение на Дионисий римляните губят 15 000 души, а хиляди са пленени. Йероним настоява за 7000. Дионисий дава като загуби на Пир 11 000 души, 4000 са според Йероним. Във всеки случай тази битка може да се разглежда като първата „пирова победа“ на Пир срещу Рим.

## Последици
След битката подкрепленията от Южна Италия се присъединяват към Пир. Гърците от Региум, които искат да се присъединят към Пир, са изклани от римските войници под Командването на Деций Вибелий (Decius Vibelius), който се провъзгласил за управник на града. Тогава Пир започва поход към Етрурия. Той превзима много малки градове в Кампания и силите му разграбват Лациум. Походът му спира в Анагни, на два дни път от Рим, когато среща друга голяма римската армия. Пир се страхува, че няма достатъчно войници за битка, а и знае че Валерий Левин и Емилий Барбула го следват и може да го хванат в капан. Вместо да се бие той се оттегля, а римската армия не го преследва.